# 蕃松院
蕃松院（ばんしょういん）は長野県佐久市田口にある曹洞宗の寺院。山号は大梁山。本尊は釈迦牟尼仏。

## 概要
創建は不明。永禄3年（1560年）には武田信玄から60貫500文の寄進を受けている。古くは天台宗明法寺と称したが、天正壬午の乱後に戦死した依田信蕃の菩提を弔うため、天正12年（1584年）に長男の依田康国が居館の跡地に明法寺を遷移させ、上野国宝積寺の儀山元孝を中興開山に迎え、曹洞宗に改宗し、父の法号にちなんで蕃松院と改称した。境内には高い石垣と塀を張り巡らせている。江戸時代には田野口藩の庇護を受け、天明6年（1786年）からは藩主の位牌所となる。
寺の裏山には信蕃夫妻の墓とされる五輪塔がある。本堂の欄間には近江八景の彫り物があり、寺宝として田野口藩主大給恒の自伝の軸がある。寛政2年（1780年）落雷で焼失し、弘化3年（1864年）本堂を普請、藩主の松平乗利が30両を寄進した。明治維新後の藩主上京の際、龍岡城の御庭の松を参道入口に移植したという。
境内には、本堂、山門、仁王門、鐘楼堂、庫裡、土蔵などがある。